# Manos de Topo
Manos de Topo és un quartet musical de Barcelona que interpreta indie pop. La formació es caracteritza pel seu estil musical, ja que parodien el gènere de la cançó romàntica amb temes irònics basats en fracassos, que són interpretats amb una veu plorosa.

## Història
El grup es va crear l'any 2005 quan dos estudiants de cinema residents en Barcelona, Miguel Angel Blanca i Alejandro Marzoa, van formar un grup musical com a forma d'entretenir-se al qual van anomenar Manos de Topo. Des de les seves primeres actuacions i maquetes van parodiar la cançó romàntica amb lletres basades en fracassos amorosos, i Miguel Ángel, vocalista de la formació, va començar a interpretar tots els temes amb una veu plorosa i desafinis buscats. Una mica més tard es van sumar al grup Pau Julià i Rafa de los Arcos. Gràcies a les seves diferents actuacions en locals barcelonins i la seva promoció a MySpace van cridar l'atenció de la crítica i segells de música independent.
Finalment, l'any 2007 el projecte barceloní La Colazione (pertanyent al segell discogràfic Sons) va publicar el primer disc de Manos de Topo, Ortopedias Bonitas. L'àlbum va aconseguir una bona valoració de la crítica especialitzada, arribant fins i tot a ser considerat per Rockdelux com un dels millors discos espanyols de la dècada del 2000, en el lloc 38. Gràcies a la seva repercussió, van aconseguir publicar sota la mateixa discogràfica un segon àlbum titulat El primero era mejor (2009).
El novembre de 2011 publiquen el seu tercer llarga durada Escapar con el anticiclón, produït per The New Raemon.
Després d'uns anys d'aturada, el 2014 publiquen el seu darrer disc Caminitos del deseo, en aquest cas autoeditat.

## Membres
- Miguel Angel Blanca (vocalista i guitarra)
- Alejandro Marzoa (xilòfon i teclat)
- Edu Campos (baix i cors)
- Rafa de los Arcos (bateria i cors)

Ex-membres
- Pau Julià (baix i cors) (2004-2011)

## Discografia
- 2007: Ortopedias bonitas (Sones)
- 2009: El primero era mejor (Sones)
- 2011: Momento Único (12") (Sones)
- 2011: Escapar con el anticiclón (y volver con la boca roja) (Sones)
- 2014: Caminitos del deseo